# Jovenel Moïse
Jovenel Moïse (francouzská výslovnost: [ʒɔv(ə)nɛl mɔiz]; haitská výslovnost: [ʒovɛnɛl mɔiz]; 26. června 1968 Trou-du-Nord – 7. července 2021 Port-au-Prince) byl obchodník a podnikatel v zemědělství a od 7. února 2017 45. prezident Haiti.
V prezidentských volbách v listopadu 2016 získal už v prvním kole 55,6 % hlasů. Účast u voleb však byla malá, pouze 18,1 % oprávněných voličů. Během jeho vlády vypukla na Haiti rozsáhlá politická a bezpečnostní krize.

## Útok

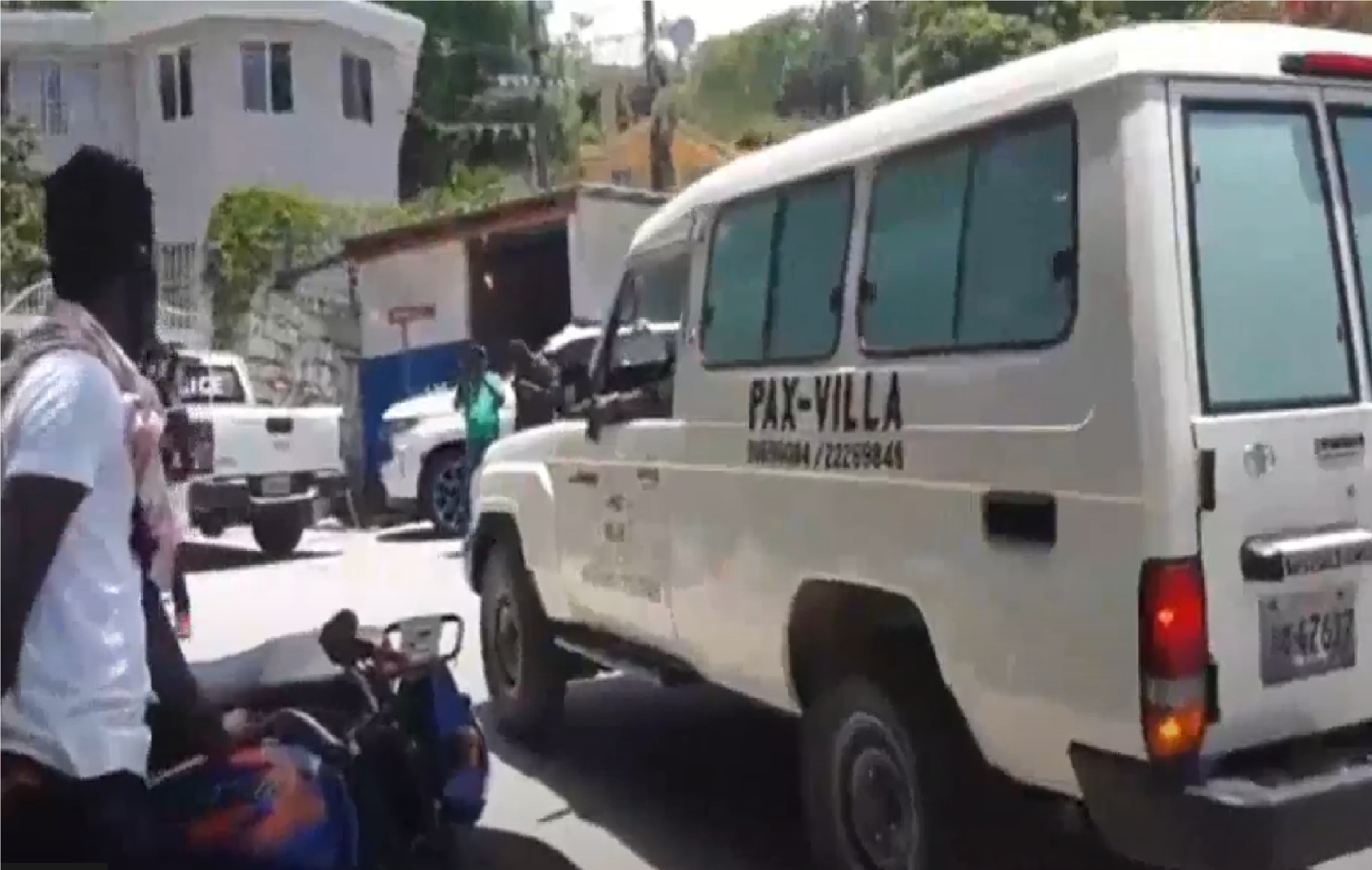
Převoz těla Jovenela Moïse

V noci dne 7. července 2021 byl ve své rezidenci v Port-au-Prince napaden skupinou útočníků a zastřelen. Při útoku byla zraněna také Moïsova manželka. Následujícího dne oznámila místní policie, že čtyři pachatelé byli zastřeleni, další dva byli zadrženi.

## Vyznamenání
- velkostuha Řádu jasného nefritu, Tchaj-wan, květen 2018, udělila prezidentka Cchaj Jing-wen[5]